# Хенкин, Луис
Луис Хе́нкин (Элиэзер) (11 ноября 1917, Смоляны, Могилёвской губернии — 14 октября 2010, Манхэттен) — американский юрист-международник. Профессор Колумбийского университета. Основатель Центра изучения прав человека (1978), Института прав человека (1998). Автор классических работ по государственному праву и юридическим аспектам внешней политики

## Биография
Родился в местечке Смоляны в семье местного раввина и талмудического ученого Иосифа Эльяху Хенкина и Фрейды Крейндель. В 1923 году семья Хенкиных переехала в Нижний Ист-Сайд Манхэттена. В 1937 году получил степень бакалавра в Иешива Колледж, где он специализировался в области математики. В 1940 году получил научную степень по юриспруденции на юридическом факультете Гарвардского университета.
Во время второй мировой войны, был мобилизован и принимал участие в военных действиях в Италии, Франции и Германии.
После завершения военной службы служил клерком в офисе известного американского учёного-правоведа Феликса Франкфуртера. Начиная с 1948 и до 1956 года работал в Государственном департаменте.
В 1956 году и в течение года преподавал в Колумбийском университете. После пяти лет преподавания в Пенсильванском университете, в 1963 году он вернулся в Колумбийский университет, где посвятил себя преподавательской деятельности.

### Научные труды
- «Arms Control and Inspection in American Law» (1958)
- «The Berlin Crisis and the United Nations» (1959)
- «Disarmament: The Lawyer’s Interests» (1964)
- «Foreign Affairs and the Constitution» (1972)
- «Constitutionalism, Democracy and Foreign Affairs» (1990)
- «The Rights of Man Today, How Nations Behave, and Age of Rights»